# Rallye de Suède 1977
Le Rallye de Suède 1977 (27th International Swedish Rally), disputé du 11 au 13 février 1977, est la quarante-troisième manche du championnat du monde des rallyes (WRC) courue depuis 1973, et la deuxième manche du championnat du monde des rallyes 1977. C'est également la troisième des vingt épreuves de la Coupe FIA 1977 des pilotes de rallye, nouvellement créée.

## Contexte avant la course

### Le championnat du monde
Le championnat mondial des rallyes pour marques 1977 compte onze épreuves internationales, dont huit en Europe. Créé en 1973, ce championnat a succédé au championnat international des marques. Les épreuves mondiales sont réservées aux voitures des catégories suivantes :
- Groupe 1 : voitures de tourisme de série
- Groupe 2 : voitures de tourisme spéciales
- Groupe 3 : voitures de grand tourisme de série
- Groupe 4 : voitures de grand tourisme spéciales

Après trois titres successifs, la Scuderia Lancia a restreint ses participations aux épreuves les plus renommées ; ce sont désormais les 131 Abarth, homologuées en groupe 4 la saison précédente, qui défendent régulièrement les couleurs du groupe Fiat. Opel et Ford seront les principaux adversaires du constructeur italien dans la conquête du titre mondial.

#### Coupe FIA des pilotes
Pour la saison 1977, la FIA a également instauré une Coupe des pilotes, prenant en compte les résultats des onze manches mondiales ainsi que ceux de cinq rallyes du championnat d'Europe et de quatre autres épreuves internationales.

### L'épreuve
Depuis 1950, le rallye de Suède est l'un des principaux rendez-vous des pilotes nordiques. Traditionnellement disputé en février, empruntant des routes enneigées ou verglacées et comptant également des épreuves sur rivières ou lacs gelés, il est l’apanage des champions suédois, qui ont remporté les vingt-cinq éditions précédentes. Avec quatre succès, Björn Waldegård détient le record de victoires dans cette épreuve. Pour la première fois depuis 1973, le parcours n'est plus tenu secret, autorisant les reconnaissances durant les deux semaines précédant la course.

## Le parcours
- départ : 11 février 1977 de Karlstad
- arrivée : 13 février 1977 à Karlstad

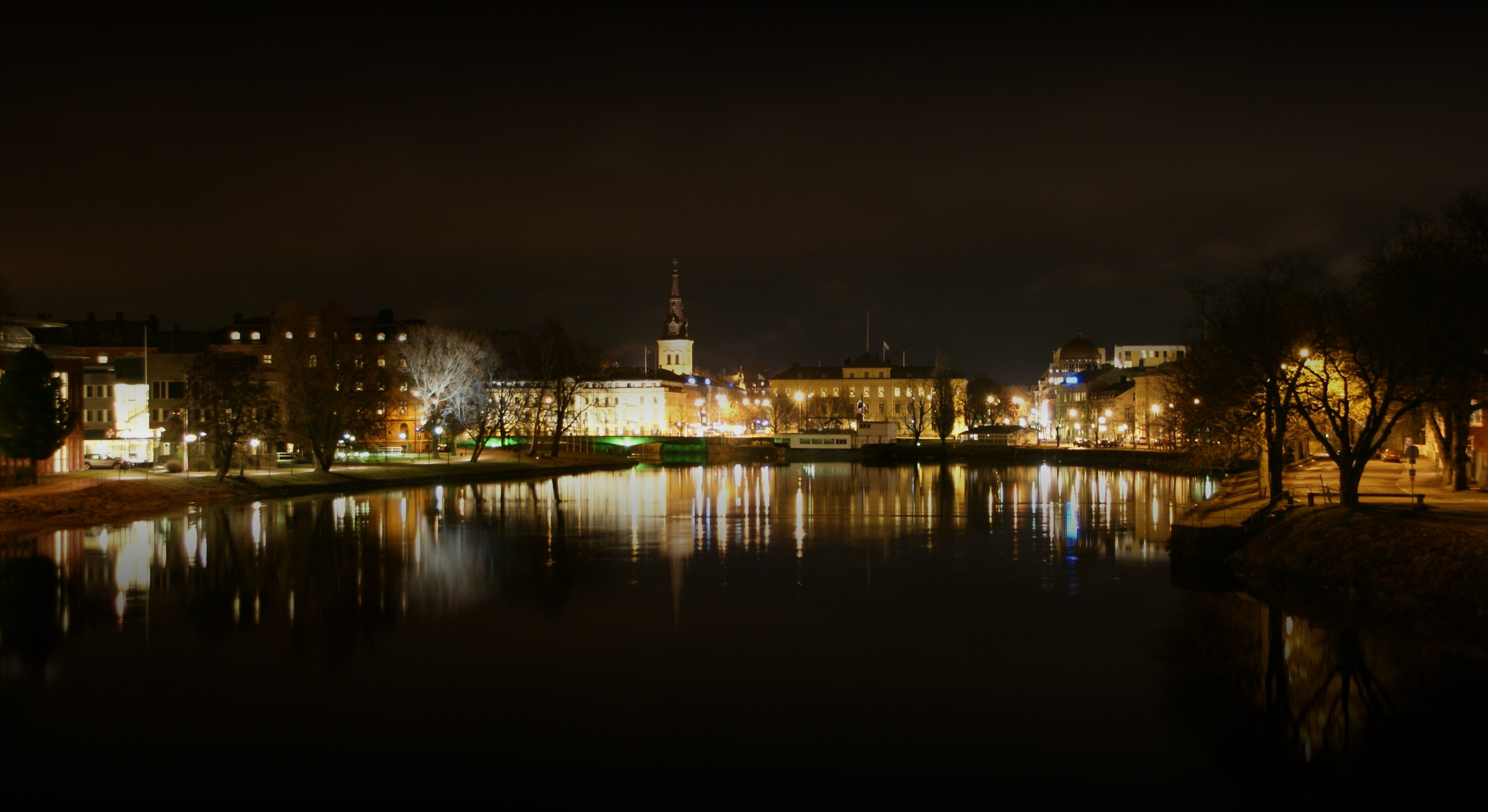
Karlstad, point central du rallye de Suède

- distance : 1552,3 km dont 736,2 km sur 35 épreuves spéciales (dont une neutre)
- surface : neige et glace
- Parcours divisé en deux étapes[3]

### Première étape
- Karlstad - Karlstad, 776 km, du 11 au 12 février
- 18 épreuves spéciales (dont une neutre, sur lac gelé)

### Deuxième étape
- Karlstad - Karlstad, 776 km, du 12 au 13 février
- 17 épreuves spéciales

## Les forces en présence
- Fiat

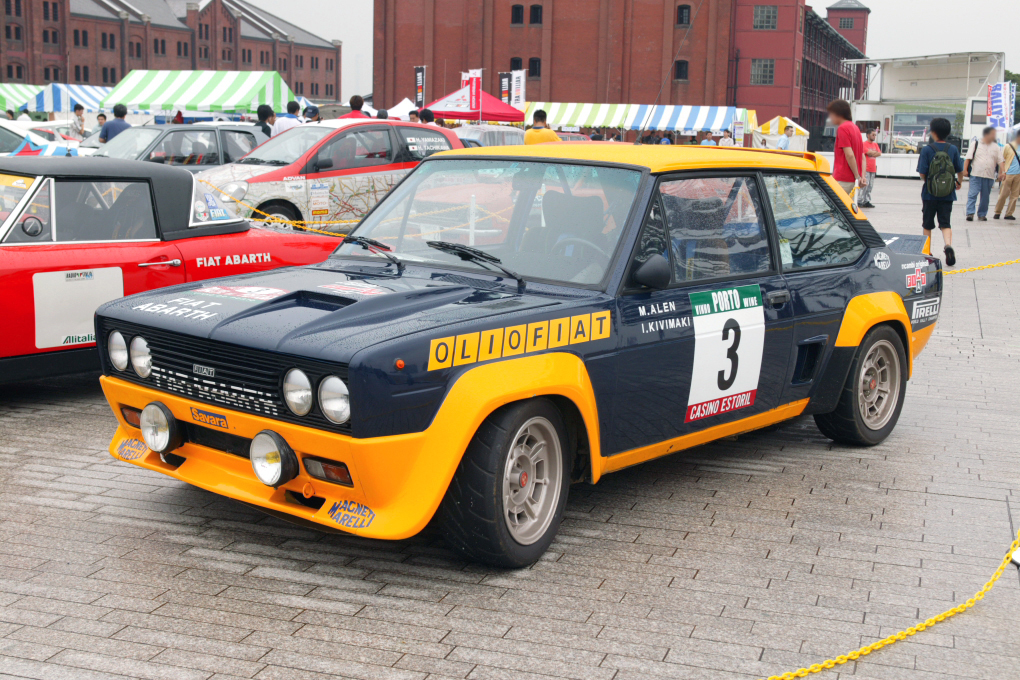
Une 131 Abarth groupe 4 lors d'une manifestation historique.

Pour cette épreuve nordique, Fiat a engagé les expérimentés Simo Lampinen et Timo Mäkinen (ce dernier sous les couleurs de l'importateur suédois) pour épauler Markku Alén. Les trois pilotes finlandais disposent de 131 Abarth groupe 4 (980 kg, moteur quatre cylindres, deux litres, injection Kugelfischer, seize soupapes, 225 chevaux). En plus des traditionnels pneus Pirelli, les voitures peuvent également disposer des pneus Kummi-Helenius pour les épreuves verglacées ou très enneigées.
- Saab

Saab-Scania a engagé les mêmes voitures qu'au dernier RAC, à savoir deux Saab 99 groupe 4 pour Stig Blomqvist et Per Eklund. Sur la monture de ce dernier sont testés de nouveaux élargisseurs d'ailes récemment homologués. En configuration neige, ces voitures pèsent 1090 kg et le moteur deux litres seize soupapes alimenté par deux carburateurs double-corps a été légèrement dégonflé (210 chevaux au lieu de 225) afin de privilégier sa souplesse. Le service compétition clients du constructeur suédois a également œuvré pour de nombreux pilotes privés, dont Kalle Grundel (Saab 99 groupe 4), Erkki Temmes, Gunnar Petterson ou Ola Strömberg (96 V4 groupe 2).
- Opel

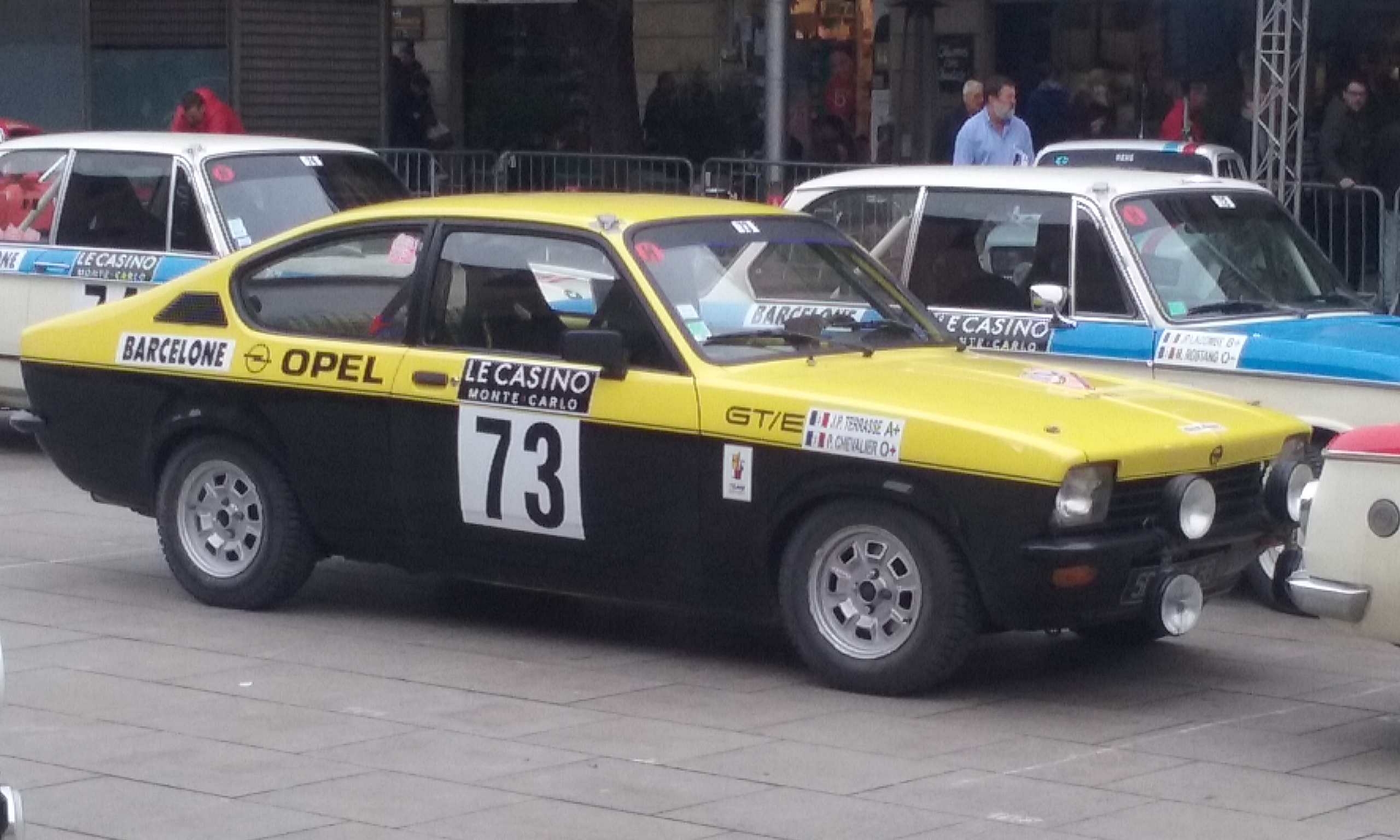
Une Opel Kadett GT/E au cours d'un rallye historique.

La marque allemande de General Motors est représentée par l'importateur suédois, qui a engagé deux Opel Kadett GT/E pratiquement de série (d'une puissance d'environ 120 chevaux), mais homologuées en groupe 2 en raison de leurs rapports de boîte courts. Elles sont pilotées par Anders Kulläng et Bror Danielsson. Les Opel sont également très prisées par les pilotes privés, comme le pilote local Hans Avelin (Ascona groupe 4) ou l'Autrichien Sepp Haider (Kadett groupe 2). 
- Toyota

Le constructeur japonais a engagé une Corolla 1600 groupe 4 (900 kg, 1600 cm3, seize soupapes, 180 chevaux) pour Hannu Mikkola, et une Celica 2000 groupe 4 (1000 kg, deux litres, seize soupapes, 220 chevaux) pour Pentti Airikkala. Aux mains de ces deux spécialistes de la glisse, les Toyota sont les principales concurrentes des Saab.
- Porsche

Pilotant habituellement des Opel, le Suédois Lars Carlsson prend cette année le départ au volant d'une Porsche Carrera groupe 4. Son compatriote Åke Gustavsson, également sur Carrera, est l'un des rares engagés du groupe 3.
- Ford

Ford ne participe pas officiellement à la manche suédoise, mais la marque est néanmoins favorite en groupe 1 grâce à la présence du pilote local Kyösti Hämäläinen, qui a accompli un début de saison très remarqué sur son Escort RS2000, ayant notamment terminé cinquième et vainqueur de sa catégorie lors du Rallye Arctique début février.

## Déroulement de la course

### Première étape
173 équipages s'élancent de Karlstad le vendredi 11 février, près de la moitié ne disputant que la première boucle comptant pour le championnat national suédois. Depuis les récentes reconnaissances, les conditions ont changé : abondante au début du mois, la neige a cessé de tomber, et des rails profonds se sont formés sur les routes suédoises, le gravier étant même apparent sur certaines portions. En ce début de rallye Per Eklund doit jouer le rôle de lièvre dans l'équipe Saab, tandis que son coéquipier Stig Blomqvist préfère ménager sa voiture dans les premières épreuves chronométrées. Chez Fiat, c'est Markku Alén qui a été désigné pour imposer un rythme très rapide à la course. Et sur les dix kilomètres de la première spéciale, Eklund et Alén réalisent le même temps, quatre secondes devant Blomqvist et cinq devant la Toyota de Pentti Airikkala, se retrouvant ex aequo en tête du rallye. Long d'une trentaine de kilomètres, le second secteur chronométré est plus sélectif et les écarts se creusent. Alén s'y montre de nouveau le plus rapide, prenant neuf secondes à Eklund. Au classement général, Blomqvist conserve la troisième place, à plus de vingt secondes du premier, tandis qu'Airikkala, quatrième, compte déjà près d'une minute de retard. Il est talonné par la Fiat de Timo Mäkinen. Bien que précédés par la Toyota Corolla d'Hannu Mikkola dans la troisième spéciale, Alén et Eklund, ont encore accentué leur avance sur leurs trois principaux poursuivants. Leur domination va cependant s'arrêter là : moteur endommagé, Eklund va terminer la quatrième spéciale au ralenti, perdant près de trois minutes sur Blomqvist, tandis que dans ce même secteur Alén, subitement privé d'éclairage à cause d'un fusible défaillant, a percuté un mur de neige, perdant près de vingt minutes pour se dégager, et plus d'une demi-heure à son assistance pour contrôle et remise en état de la Fiat endommagée. Le pilote finlandais parvient cependant à reprendre la course dans les délais, mais il a plongé à la 141e place du classement général. Blomqvist se retrouve ainsi en tête de l'épreuve, avec plus d'une minute d'avance sur Airikkala et Mäkinen. Eklund est quatrième, mais il n'ira guère plus loin, moteur hors d'usage.
Alors qu'Alén se lance dans une folle remontée, se montrant à maintes reprises le plus rapide, Blomqvist contrôle désormais la course avec une apparente facilité, gérant son avance sur Airikkala et Mäkinen qui se disputent âprement la seconde place. Derrière, la bataille pour la quatrième place est également très disputée entre les deux Opel d'Anders Kulläng et de Bror Danielsson et la Fiat de Timo Salonen. Mäkinen parvient à subtiliser la seconde place à Airikkala dans la huitième spéciale, mais le pilote Toyota reprend aussitôt son bien. Le coude à coude va durer jusqu'à la treizième spéciale, au cours de laquelle Airikkala commence à être retardé par des problèmes de carburation, perdant près de trente secondes sur Mäkinen et retombant à la troisième place. Dans le secteur suivant, le mal s'aggrave, et il perd plus de six minutes, après avoir réparé lui-même un fil de pompe à essence qui s'était débranché ; il chute alors à la septième place, derrière l'étonnant Kyösti Hämäläinen qui réalise des temps impressionnants au volant de sa Ford Escort groupe 1. La fin d'étape se déroule sans autre incident notable, Blomqvist regagnant Karlstad avec cinquante-deux secondes d'avance sur la Fiat de Mäkinen et près de trois minutes et demie sur l'Opel de Kulläng, qui devance son coéquipier Danielsson d'une trentaine de secondes. Malgré des problèmes de boîte de vitesses rencontrés en milieu de parcours, Lampinen talonne les deux Opel, tandis qu'Airikkala a repris la sixième place à Hämäläinen, ce dernier dominant outrageusement la catégorie des voitures de série.
| Pos. | Pilote            | Copilote         | Voiture            | Groupe | Temps           | Écart         |
| ---- | ----------------- | ---------------- | ------------------ | ------ | --------------- | ------------- |
| 1    | Stig Blomqvist    | Hans Sylvan      | Saab 99 EMS        | 4      | 3h 59 min 42 s  |               |
| 2    | Timo Mäkinen      | Henry Liddon     | Fiat 131 Abarth    | 4      | 4 h 00 min 34 s | + 52 s        |
| 3    | Anders Kulläng    | Bruno Berglund   | Opel Kadett GT/E   | 2      | 4 h 03 min 05 s | + 3 min 23 s  |
| 4    | Bror Danielsson   | Ulf Sundberg     | Opel Kadett GT/E   | 2      | 4 h 03 min 39 s | + 3 min 57 s  |
| 5    | Simo Lampinen     | Solve Andreasson | Fiat 131 Abarth    | 4      | 4 h 04 min 02 s | + 4 min 20 s  |
| 6    | Pentti Airikkala  | Risto Virtanen   | Toyota Celica      | 4      | 4 h 06 min 56 s | + 7 min 14 s  |
| 7    | Kyösti Hämäläinen | Juhani Korhonen  | Ford Escort RS2000 | 1      | 4 h 08 min 49 s | + 9 min 07 s  |
| 8    | Gunnar Pettersson | Arne Pettersson  | Saab 96 V4         | 2      | 4 h 13 min 15 s | + 13 min 33 s |
| 9    | Leif Asterhag     | Claes Billstam   | Toyota Celica      | 2      | 4 h 13 min 43 s | + 14 min 01 s |
| 10   | Hans Avelin       | Ragnar Spjuth    | Opel Ascona        | 4      | 4 h 14 min 33 s | + 14 min 51 s |

### Deuxième étape
Ce sont 90 équipages qui repartent le samedi de Karlstad pour une deuxième boucle, après huit heures de repos. Jugeant son avance sur Mäkinen insuffisante, Blomqvist attaque d'entrée, remportant nettement les quatre premières épreuves chronométrées, se constituant une marge de quatre minutes sur son rival. Airikkala a dû rapidement renoncer, entraînement de la pompe à injection cassé. La course est désormais jouée pour Blomqvist, Mäkinen ne prenant plus de risque afin d'assurer sa seconde place. Le pilote Fiat ne pourra cependant rallier l'arrivée, à cause d'un problème au distributeur à quatre spéciales de la fin. Il abandonne au même moment que son coéquipier Alén, qui était remonté en vingt-sixième position avant qu'un incendie ne mette fin à sa course. Un incident qui profite aux Opel de Danielsson et Kulläng, qui s'emparent des seconde et troisième places (Danielsson avait auparavant pris l'avantage sur son coéquipier Kulläng, retardé par une crevaison en début d'étape). Blomqvist rejoint Karlstad avec une confortable avance sur les deux Opel, remportant son quatrième rallye de Suède. Quatrième, Lampinen assure un résultat qui permet à Fiat de prendre la tête du championnat du monde. Il devance Hämäläinen, brillant vainqueur du groupe 1.

### Classements intermédiaires
Classements intermédiaires des pilotes après chaque épreuve spéciale

### Classement général

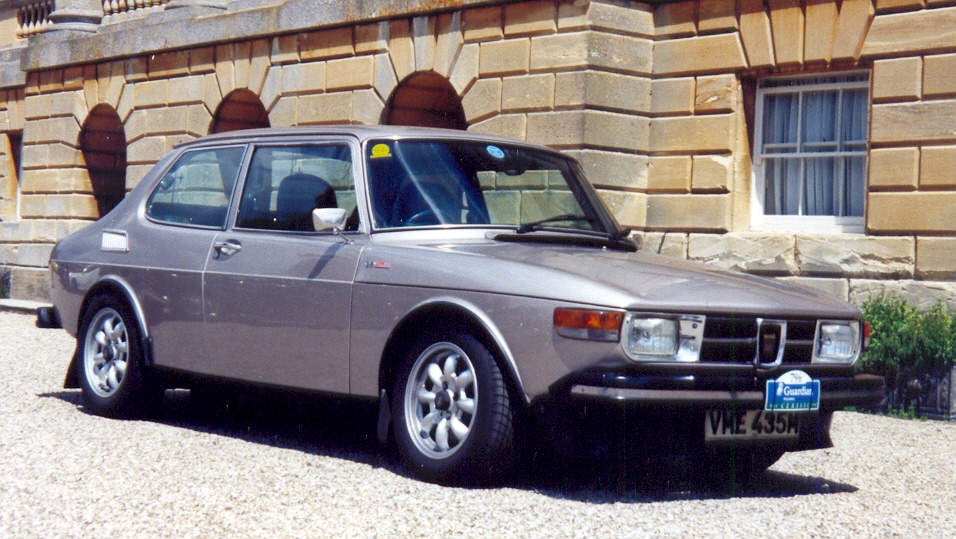
Première victoire mondiale pour la Saab 99. La version groupe 4 est étroitement dérivée de la 99 EMS (ci-dessus), culasse et pistons spéciaux permettant de porter la puissance de 118 à 210 chevaux.

| Pos | No | Pilote            | Copilote           | Voiture            | Temps           | Écart         | Groupe |
| --- | -- | ----------------- | ------------------ | ------------------ | --------------- | ------------- | ------ |
| 1   | 4  | Stig Blomqvist    | Hans Sylvan        | Saab 99 EMS        | 8 h 02 min 17 s |               | 4      |
| 2   | 19 | Bror Danielsson   | Ulf Sundberg       | Opel Kadett GT/E   | 8 h 08 min 19 s | + 6 min 02 s  | 2      |
| 3   | 8  | Anders Kulläng    | Bruno Berglund     | Opel Kadett GT/E   | 8 h 08 min 41 s | + 6 min 24 s  | 2      |
| 4   | 7  | Simo Lampinen     | Solve Andreasson   | Fiat 131 Abarth    | 8 h 13 min 15 s | + 10 min 58 s | 4      |
| 5   | 10 | Kyösti Hämäläinen | Juhani Korhonen    | Ford Escort RS2000 | 8 h 21 min 43 s | + 19 min 26 s | 1      |
| 6   | 37 | Hans Avelin       | Ragnar Spjuth      | Opel Ascona        | 8 h 30 min 26 s | + 28 min 09 s | 4      |
| 7   | 43 | Leif Asterhag     | Claes Billstam     | Toyota Celica      | 8 h 34 min 49 s | + 32 min 32 s | 2      |
| 8   | 84 | Sven-Inge Neby    | Gunnar Hendriksson | Volvo 142 S        | 8 h 36 min 14 s | + 33 min 57 s | 2      |
| 9   | 53 | Ola Strömberg     | Per Carlsson       | Saab 96 V4         | 8 h 40 min 00 s | + 37 min 43 s | 2      |
| 10  | 12 | Per Engseth       | Asbjørn Fløene     | Lada 1500          | 8 h 40 min 13 s | + 37 min 56 s | 2      |

### Hommes de tête
- ES1 :  Per Eklund -  Björn Cederberg (Saab 99 EMS) et  Markku Alén -  Ilkka Kivimäki (Fiat 131 Abarth)
- ES2 à ES3 :  Markku Alén -  Ilkka Kivimäki (Fiat 131 Abarth)
- ES4 à ES35 :  Stig Blomqvist -  Hans Sylvan (Saab 99 EMS)

### Vainqueurs d'épreuves spéciales
- Markku Alén -  Ilkka Kivimäki (Fiat 131 Abarth) : 15 spéciales (ES 1, 2, 6 à 10, 12, 13, 15, 17, 24, 25, 28 et 30)
- Stig Blomqvist -  Hans Sylvan (Saab 99 EMS) : 7 spéciales (ES 4, 14, 19 à 22 et 26)
- Bror Danielsson -  Ulf Sundberg (Opel Kadett GT/E) : 5 spéciales (ES 12, 27, 28, 33 et 34)
- Anders Kulläng -  Bruno Berglund (Opel Kadett GT/E) : 5 spéciales (ES 23, 29, 31, 32 et 35)
- Pentti Airikkala -  Risto Virtanen (Toyota Celica) : 3 spéciales (ES 11, 16 et 18)
- Per Eklund -  Björn Cederberg (Saab 99 EMS) : 1 spéciale (ES 1)
- Hannu Mikkola -  Arne Hertz (Toyota Corolla 1600) : 1 spéciale (ES 3)
- Timo Mäkinen -  Henry Liddon (Fiat 131 Abarth) : 1 spéciale (ES 5)

## Résultats des principaux engagés
| No | Pilote            | Copilote              | Voiture             | Groupe | Classement général                           | Class. groupe |
| -- | ----------------- | --------------------- | ------------------- | ------ | -------------------------------------------- | ------------- |
| 1  | Per Eklund        | Björn Cederberg       | Saab 99 EMS         | 4      | ab. après la 4e spéciale (moteur)            | -             |
| 2  | Markku Alén       | Ilkka Kivimäki        | Fiat 131 Abarth     | 4      | ab. après la 32e spéciale (moteur)           | -             |
| 3  | Hannu Mikkola     | Arne Hertz            | Toyota Corolla 1600 | 4      | ab. après la 3e spéciale (court-circuit)     | -             |
| 4  | Stig Blomqvist    | Hans Sylvan           | Saab 99 EMS         | 4      | 1er                                          | 1er           |
| 5  | Timo Mäkinen      | Henry Liddon          | Fiat 131 Abarth     | 4      | ab. dans la 32e spéciale (distributeur)      | -             |
| 6  | Pentti Airikkala  | Risto Virtanen        | Toyota Celica       | 4      | ab. dans la 20e spéciale (pompe à injection) | -             |
| 7  | Simo Lampinen     | Solve Andreasson      | Fiat 131 Abarth     | 4      | 4e à 10 min 58 s                             | 2e            |
| 8  | Anders Kulläng    | Bruno Berglund        | Opel Kadett GT/E    | 2      | 3e à 6 min 24 s                              | 2e            |
| 9  | Lars Carlsson     | Erhard Ricken         | Porsche Carrera     | 4      | ab. dans la 2e étape                         | -             |
| 10 | Kyösti Hämäläinen | Juhani Korhonen       | Ford Escort RS2000  | 1      | 5e à 19 min 26 s                             | 1er           |
| 11 | Sepp Haider       | Jörg Pattermann       | Opel Kadett GT/E    | 2      | ab. dans la 1re étape (accident)             | -             |
| 12 | Per Engseth       | Asbjørn Fløene        | Lada 1500           | 2      | 10e à 37 min 56 s                            | 6e            |
| 19 | Bror Danielsson   | Ulf Sundberg          | Opel Kadett GT/E    | 2      | 2e à 6 min 02 s                              | 1er           |
| 23 | Kalle Grundel     | Leif Lindberg         | Saab 99 EMS         | 4      | ab. dans la 1re étape (boîte de vitesses)    | -             |
| 32 | Erkki Temmes      | Raymond Ericsson      | Saab 96 V4          | 2      | ab. dans la 7e spéciale (moteur)             | -             |
| 33 | Ingvar Carlsson   | Sven-Roine Hasselberg | BMW 2002            | 4      | ab. dans la 1re étape (carburateurs givrés)  | -             |
| 37 | Hans Avelin       | Ragnar Spjuth         | Opel Ascona         | 4      | 6e à 28 min 09 s                             | 3e            |
| 43 | Leif Asterhag     | Claes Billstam        | Toyota Celica       | 2      | 7e à 32 min 32 s                             | 3e            |
| 45 | Gunnar Pettersson | Arne Pettersson       | Saab 96 V4          | 2      | ab. dans la 2e étape (moteur)                | -             |
| 53 | Ola Strömberg     | Per Carlsson          | Saab 96 V4          | 2      | 9e à 37 min 43 s                             | 5e            |
| 65 | Åke Gustavsson    | Göran Gustavsson      | Porsche Carrera     | 3      | 13e à 42 min 37 s                            | 1er           |
| 84 | Sven-Inge Neby    | Gunnar Hendriksson    | Volvo 142 S         | 2      | 8e à 33 min 57 s                             | 4e            |

## Classement du championnat à l'issue de la course
- attribution des points : 10, 9, 8, 7, 6, 5, 4, 3, 2, 1 respectivement aux dix premières marques de chaque épreuve, additionnés de 8, 7, 6, 5, 4, 3, 2, 1 respectivement aux huit premières de chaque groupe (seule la voiture la mieux classée de chaque constructeur marque des points). Les points de groupe ne sont attribués qu'aux concurrents ayant terminé dans les dix premiers au classement général.
- seuls les huit meilleurs résultats (sur onze épreuves) sont retenus pour le décompte final des points.

| Pos. | Marque         | Points | M-C  | SUE  | POR | SAF | NZL | ACR | FIN | QUE | SAN | COR | RAC |
| ---- | -------------- | ------ | ---- | ---- | --- | --- | --- | --- | --- | --- | --- | --- | --- |
| 1    | Fiat           | 30     | 9+7  | 7+7  |     |     |     |     |     |     |     |     |     |
| 2    | Opel           | 26     | 1+8  | 9+8  |     |     |     |     |     |     |     |     |     |
| 3    | Lancia         | 18     | 10+8 | -    |     |     |     |     |     |     |     |     |     |
| 3=   | Saab           | 18     | -    | 10+8 |     |     |     |     |     |     |     |     |     |
| 5    | Seat           | 14     | 8+6  | -    |     |     |     |     |     |     |     |     |     |
| 5=   | Porsche        | 14     | 6+8  | -    |     |     |     |     |     |     |     |     |     |
| 5=   | Ford           | 14     | -    | 6+8  |     |     |     |     |     |     |     |     |     |
| 8    | Toyota         | 10     | -    | 4+6  |     |     |     |     |     |     |     |     |     |
| 8=   | Alpine-Renault | 10     | 3+7  | -    |     |     |     |     |     |     |     |     |     |
| 10   | Volvo          | 8      | -    | 3+5  |     |     |     |     |     |     |     |     |     |
| 11   | Lada           | 4      | -    | 1+3  |     |     |     |     |     |     |     |     |     |

### Classement provisoire de la Coupe FIA des pilotes
- attribution des points : 9, 6, 4, 3, 2, 1 respectivement aux six premiers de chaque épreuve. Sont retenus pour le décompte final les cinq meilleurs résultats des onze épreuves mondiales (catégorie A), les deux meilleurs résultats des cinq rallyes sélectifs du Championnat d'Europe (catégorie B) et les deux meilleurs résultats des quatre autres rallyes sélectifs (catégorie C).

| Pos. | Pilote              | Marque | Points | M-C (A) | ARC (B) | SUE (A) | POR (A) | SAF (A) | NZL (A) | ACR (A) | GIR (C) | AFS (C) | POL (B) | FIN (A) | SM (B) | QUE (A) | TdF (B) | SAN (A) | AUS (C) | CAT (B) | COR (A) | RAC (A) | BAN (C) |
| ---- | ------------------- | ------ | ------ | ------- | ------- | ------- | ------- | ------- | ------- | ------- | ------- | ------- | ------- | ------- | ------ | ------- | ------- | ------- | ------- | ------- | ------- | ------- | ------- |
| 1    | Sandro Munari       | Lancia | 9      | 9       | -       | -       |         |         |         |         |         |         |         |         |        |         |         |         |         |         |         |         |         |
| 1=   | Ari Vatanen         | Ford   | 9      | -       | 9       | -       |         |         |         |         |         |         |         |         |        |         |         |         |         |         |         |         |         |
| 1=   | Stig Blomqvist      | Saab   | 9      | -       | -       | 9       |         |         |         |         |         |         |         |         |        |         |         |         |         |         |         |         |         |
| 4    | Jean-Claude Andruet | Fiat   | 6      | 6       | -       | -       |         |         |         |         |         |         |         |         |        |         |         |         |         |         |         |         |         |
| 4=   | Tapio Rainio        | Saab   | 6      | -       | 6       | -       |         |         |         |         |         |         |         |         |        |         |         |         |         |         |         |         |         |
| 4=   | Bror Danielsson     | Opel   | 6      | -       | -       | 6       |         |         |         |         |         |         |         |         |        |         |         |         |         |         |         |         |         |
| 7    | Antonio Zanini      | Seat   | 4      | 4       | -       | -       |         |         |         |         |         |         |         |         |        |         |         |         |         |         |         |         |         |
| 7=   | Jari Vilkas         | Saab   | 4      | -       | 4       | -       |         |         |         |         |         |         |         |         |        |         |         |         |         |         |         |         |         |
| 7=   | Anders Kulläng      | Opel   | 4      | -       | -       | 4       |         |         |         |         |         |         |         |         |        |         |         |         |         |         |         |         |         |
| 7=   | Kyösti Hämäläinen   | Ford   | 4      | -       | 2       | 2       |         |         |         |         |         |         |         |         |        |         |         |         |         |         |         |         |         |